# کوگیدل
کوگیدل (به لاتین: Kugidel) یک منطقهٔ مسکونی در روسیه است که در باشقیرستان واقع شده‌است.